# Judith Plaskow
Judith Plaskow (Brooklyn, 14 marzo 1947) è una teologa statunitense, professoressa di "Studi religiosi" al Manhattan College di New York e femminista di origine ebraica.
Profonda conoscitrice anche delle teologie cristiane, Judith Plaskow ha elaborato una teologia femminista tipicamente ebraica in dialogo con le altre teologie femministe.

## Biografia
Laureatasi alla Yale Divinity School, nel 1975 Judith Plaskow redige la tesi di dottorato successivamente pubblicata con il titolo  Sex, Sin, and Grace: Women’s Experience and the Theologies of Reinhold Niebuhr and Paul Tillich. 
Dal 1976 al 1979 la Plaskow ha ricoperto il ruolo di assistente nella materia di "religione" alla Wichita State University. Dal 1979 insegna al Manhattan College di New York dove, nel 1990, è divenuta professore ordinario. 
Sposata nel 1969 con il rabbino e studioso Robert Goldenberg, si è da lui separata nel 1984. Da questo matrimonio è nato nel 1977 Alexander Goldenberg. 
Negli anni '80 Judith Plaskow ha compiuto coming out, affermando di essere lesbica. Nel 1986 lei e Martha Ackelsberg, professoressa allo Smith College, hanno celebrato un matrimonio informale.

## Pensiero
La riflessione teologica di Judith Plaskow verte essenzialmente sul confronto tra il pensiero ebraico e la critica teologica femminista. 
Già in una delle prime opere della Plaskow, The Coming of Lilith: Essays on Feminism, Judaism, and Sexual Ethics (1972), viene riscritta un'antica midrash dove si racconta delle due mogli di Adamo, Lilith la ribelle ed Eva la docile. In questa reinterpretazione della Plaskow le due donne si incontrano, solidarizzando e rigenerando il rapporto tra uomo e Dio al fine di trasformare e curare il Paradiso terrestre.

## Opere principali
- Judith Plaskow, Sex, Sin, and Grace: : Women’s Experience and the Theologies of Reinhold Niebuhr and Paul Tillich. Washington, DC, University Press of America, 1979. ISBN 0-8191-0882-0
- Judith Plaskow, Weaving the Visions : New Patterns in Feminist Spirituality. HarperSanFrancisco, 1980. ISBN 0-06-061383-1
- Judith Plaskow, Standing Again at Sinai: Judaism from a Feminist Perspective. San Francisco, HarperSanFrancisco, 1990. ISBN 0-06-066684-6
- Judith Plaskow, The Coming of Lilith : Essays on Feminism, Judaism, and Sexual Ethics, 1972-2003. Boston, Beacon Press, 2005 ISBN 0-8070-3623-4
- Judith Plaskow; Carol P. Christ, Goddess and God in the World: Conversations in Embodied Theology. Fortress Press, 2016. ISBN 150640118X